# Madame Auguste Cuoq
Madame Auguste Cuoq este o pictură în ulei pe pânză realizată de Gustave Courbet în perioada 1852-1857. Tabloul o înfățișează pe Mathilde Desportes (Madame Auguste Cuoq), un model francez care a pozat adesea pentru portrete. Tabloul se află în colecția Metropolitan Museum of Art.

## Descriere
Courbet a pictat Madame Auguste Cuoq între 1852 și 1857, expunând-o ulterior la o expoziție a sa din 1867. Subiectul portretului, Madame Auguste Cuoq, a fost pictată de mai mulți artiști importanți, printre care Courbet și Jean-Jacques Henner. Soțul lui Cuoq a respins portretul, considerând că nu surprinde frumusețea soției sale. Citând scara sa mare și cadrul intim, tabloul a fost descris ca fiind una dintre cele mai neobișnuite lucrări ale lui Courbet. Tabloul a fost în cele din urmă achiziționat de Louisine Havemeyer și mai târziu donat de către colecția Havemeyer Muzeului Metropolitan de Artă.